# Milford (Connecticut)
Milford ist eine Mittelstadt im New Haven County im Süden des US-amerikanischen Bundesstaates Connecticut mit 50.558 Einwohnern (Stand: Volkszählung 2020). Die Stadt liegt an der Mündung des Housatonic River in den Long Island Sound. Das Stadtgebiet hat eine Größe von 61,5 km².

## Geschichte

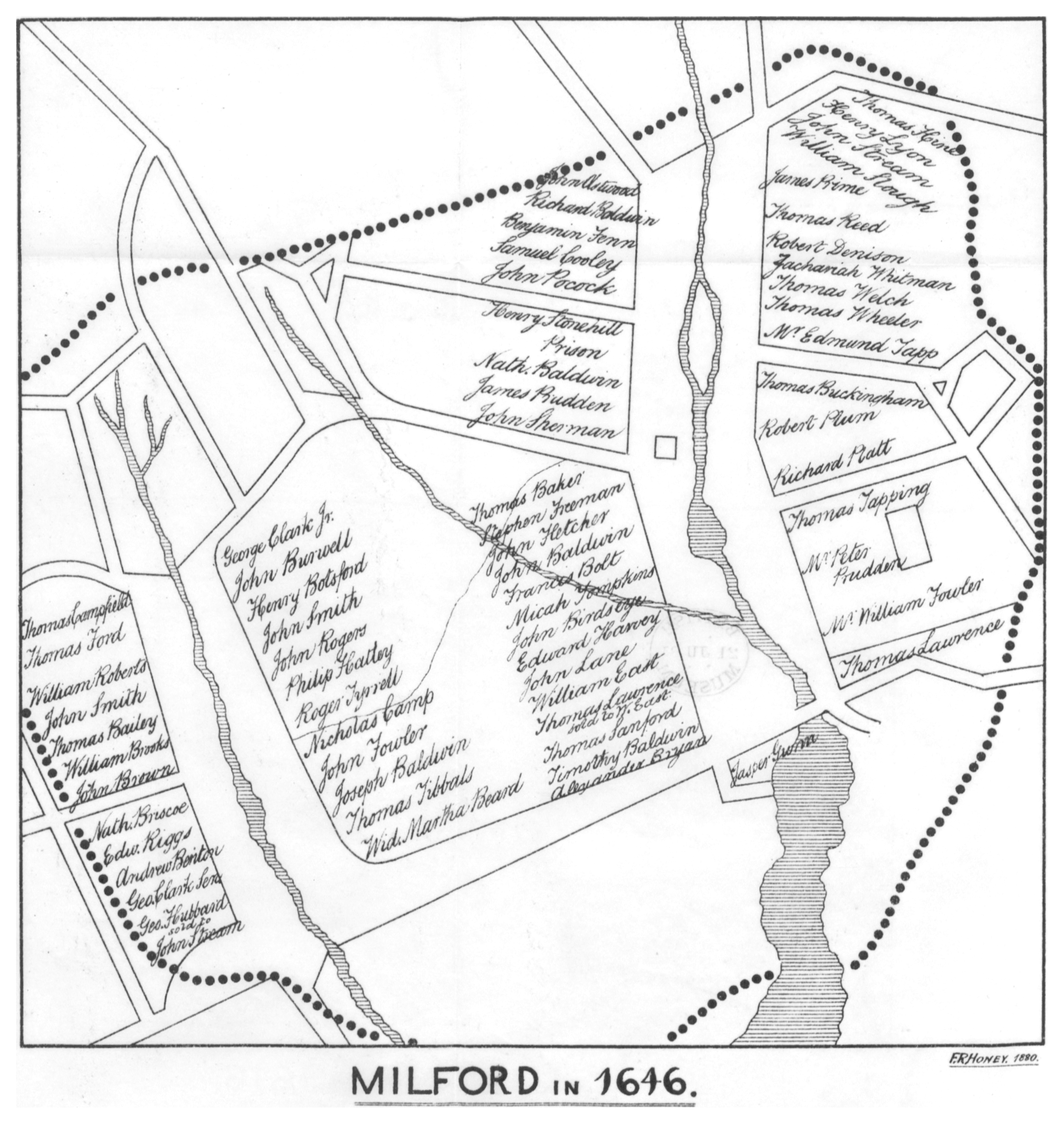
Plan zur Gründung der Siedlung Milford (1646)

Die Stadt kann ihre Geschichte bis in das Jahr 1639 zurückverfolgen, als sich eine Gruppe von 200 Puritanern unter der Führung von Rev. Peter Prudden aus dem nahe gelegenen New Haven an der Mündung des Housatonic River niederließ. Milford ist damit eine der ältesten Städte in Connecticut. Die Siedler hatten dem Häuptling des Paugusset-Stammes zuvor das Areal, das als „Wepawaug“ bekannt war, abgekauft und errichteten eine Getreidemühle am Flussufer. Daher stammt vermutlich der Name der Stadt. Der Ackerbau war die früheste Erwerbstätigkeit, allerdings waren unter den ersten Siedlern bereits Weber, Schmiede und Schneider tätig.
Die geografische Lage prädestinierte Milford bereits zum Ende des 17. Jahrhunderts als Hafen- und Handelsstadt sowie als Standort für eine kleine Werftindustrie.
Während des Amerikanischen Unabhängigkeitskrieges wurde Ende des 18. Jahrhunderts an der Flussmündung zur Verteidigung des Hafens das Fort Trumbull errichtet, ein Erdwerk mit 6 Kanonen und einer Besatzung von 20 Soldaten.
Die Vollendung der Eisenbahnlinie von New Haven nach New York City 1848, die durch Milford führte, brachte wirtschaftlichen Aufschwung. Die örtliche Ökonomie stützte sich im 19. Jahrhundert vorwiegend auf den Hafen, den Schiffbau und die Austernzucht. Zu Beginn des 20. Jahrhunderts kamen die Lederindustrie mit der Produktion von Stiefeln, Schuhen und Hüten sowie die Textil- und Möbelindustrie hinzu.
Der Erste Weltkrieg führte zur Ansiedlung mehrerer metallverarbeitender Betriebe, die Rüstungsbetrieben zuarbeiteten, und damit zu einem Anstieg der Einwohnerzahl. Eine weitere Bevölkerungszunahme erfolgte während des Zweiten Weltkrieges, als sich Mitarbeiter der Rüstungsbetriebe in den nahegelegenen Städten New Haven, Stratford und Bridgeport in Milford ansiedelten.
Bedeutende Arbeitgeber sind heute der Tourismus und die Connecticut Post Mall, ein großes Einkaufszentrum überregionaler Bedeutung an der Interstate 95. Die amerikanische Niederlassung der BIC Group (Kugelschreiber) und die Zentrale der Fastfoodkette Subway befinden sich in Milford. Viele Einwohner arbeiten allerdings in dem nur eine Zugstunde entfernten New York City.

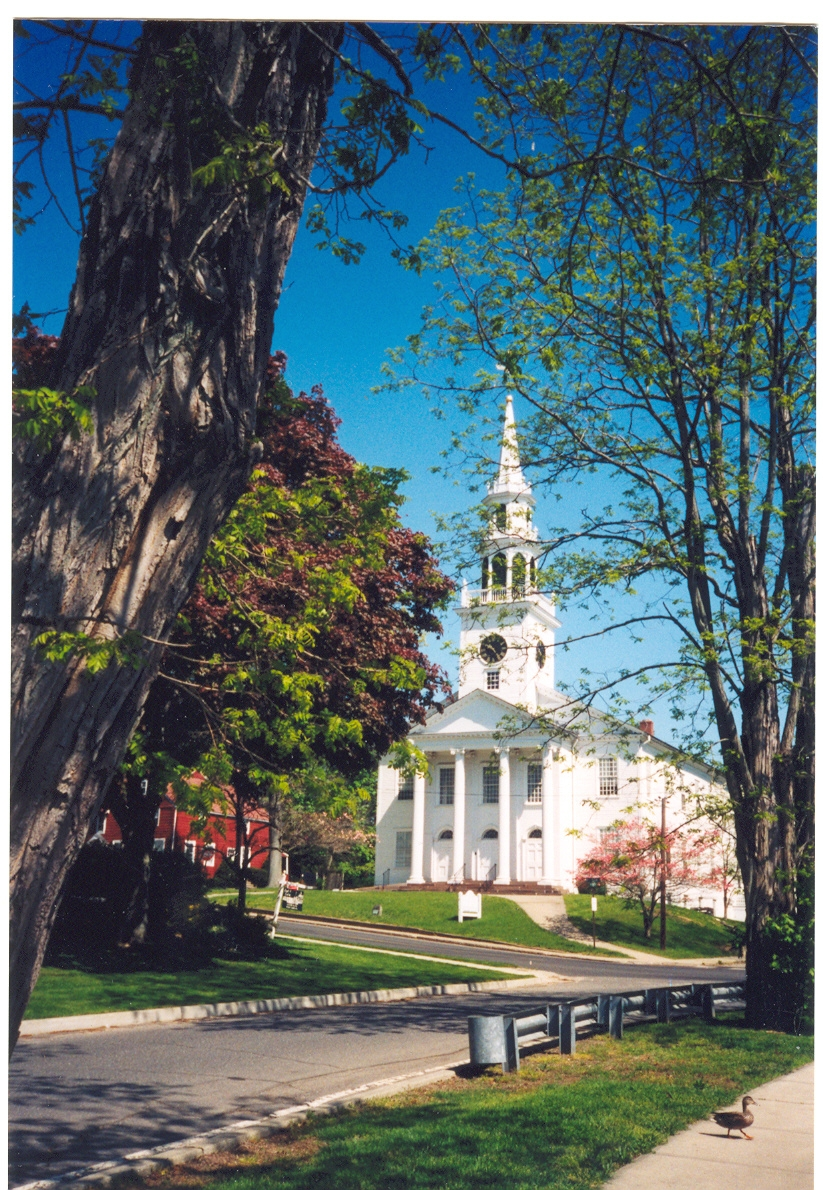
The First Church of Christ in Milford, erbaut 1823

Eine historische Anekdote, die bis heute ihre Faszination nicht verloren hat, hängt mit dem Treiben des berüchtigten Piraten William Kidd in den Gewässern um New York zusammen. Angeblich soll Kidd auf der Insel Charles Island, die dem Gulf Beach in Milford vorgelagert und bei Ebbe zu Fuß erreichbar ist, eine Truhe mit Gold vergraben haben. Die Schatzsuche durch zahlreiche Glücksritter verlief bisher ohne Ergebnis. Die weitere Suche ist verboten, da die Insel inzwischen unter Naturschutz steht. Tatsache ist, dass historische Aufzeichnungen die mehrfache Anwesenheit von William Kidd in Milford belegen.

### Bevölkerungsentwicklung
- 1756 – 1.633
- 1800 – 2.417
- 1900 – 3.783
- 1920 – 10.193
- 1940 – 16.439
- 1960 – 41.662
- 1990 – 49.938
- 2000 – 52.305
- 2010 – 51.271
- 2020 –  50.558

## Touristische Informationen
- Milford liegt unmittelbar am Long Island Sound und hat fünf feinsandige Strände, die im Sommer viele Besucher anziehen. Der attraktive Yachthafen bietet Platz für zahlreiche Segelyachten.
- Im Stadtkern finden sich zahlreiche, gut gepflegte historische Häuser aus dem 18. und 19. Jahrhundert, die über den Milford Scenic Walk erschlossen sind.
- Unmittelbar an der Mündung des Housatonic River liegt auf einer Halbinsel das Connecticut Audubon Coastal Center, ein ausgedehntes Natur- und Vogelschutzgebiet mit einem kleinen Informationszentrum.
- Seit 1975 findet an jedem dritten Samstag im August das Milford Oyster Festival statt, ein weithin bekanntes, öffentliches Sommerfest mit Musikveranstaltungen, Kinderbetreuung, einer Kanu- und Segelregatta und einer Oldtimerparade.

## Söhne und Töchter der Stadt

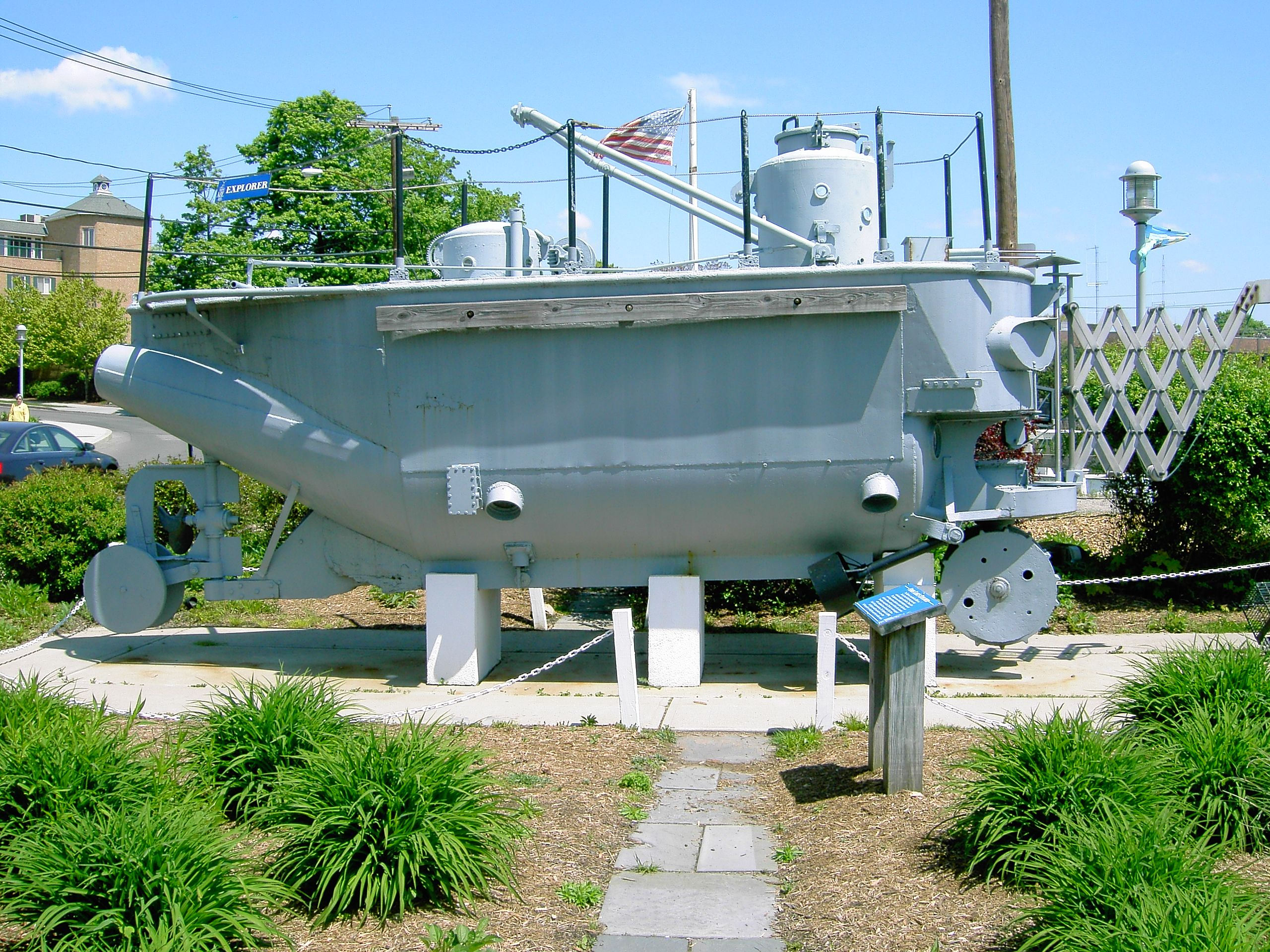
Explorer, Forschungs-U-Boot von Simon Lake

- Robert Treat (1622–1710), gründete zusammen mit anderen Bürgern von Milford die Stadt Newark (New Jersey)
- Peter Pond (1740–1807), Soldat und Händler, erkundete und kartographierte zahlreiche Seen und Flüsse Zentralkanadas
- Frank Julian Sprague (1857–1934), Marineoffizier und Erfinder
- Simon Lake (1866–1945), Ingenieur, Erfinder und Konstrukteur der ersten U-Boote für die United States Navy. Simon Lake´s Forschungs-U-Boot Explorer steht am Hafen von Milford.
- John Malone (* 1941), Medienunternehmer
- William Chittick (* 1943), Religionswissenschaftler und Übersetzer
- Dylan Bruno (* 1972), Schauspieler
- Ellen Muth (* 1981), Schauspielerin
- Christy Carlson Romano (* 1984), Schauspielerin und Sängerin
- Jonathan Quick (* 1986), Eishockeytorwart
- Mark Arcobello (* 1988), Eishockeyspieler
- Nicholas Art (* 1999), Schauspieler und Kinderdarsteller

## Sonstiges
- Einige Szenen bekannter Hollywood-Filme wurden in Milford gedreht, so zum Beispiel: Vom Winde verweht, Daylight, The Ballad of Jack and Rose, Kurzer Prozess – Righteous Kill.